# クリスティアン4世 (プファルツ＝ツヴァイブリュッケン公)

クリスティアン4世の紋章

クリスティアン4世（ドイツ語：Christian IV., 1722年9月16日 - 1775年11月5日）は、プファルツ＝ツヴァイブリュッケン公（在位：1735年 - 1775年）。

## 生涯
クリスティアン4世は、プファルツ＝ツヴァイブリュッケン公クリスティアン3世とカロリーネ・フォン・ナッサウ＝ザールブリュッケンの息子である。12歳の時に父が死去し公領を継承したため、成年に達する1744年11月22日まで母カロリーネが摂政をつとめた。母カロリーネはクリスティアンとその弟フリードリヒを1737年から1739年8月18日までライデン大学で学ばせ、その後フランスに送った。クリスティアンは1740年7月20日にフランスから帰国した。親政を開始した直後、姉ヘンリエッテ・カロリーネのために政治的に有利な結婚を取り決め、1741年にヘンリエッテ・カロリーネはヘッセン＝ダルムシュタット方伯ルートヴィヒ9世と結婚した。ゲーテはヘンリエッテ・カロリーネを「大方伯妃」とよんだ。
後見人であったルイ15世からの圧力を受けて、クリスティアン4世は1758年に、すでにカトリックとなっていた弟フリードリヒと同様にカトリックに改宗した。弟のフリードリヒが七年戦争後に戻らずオーストリア軍に残ったため、クリスティアンは甥のカール・アウグストとマクシミリアン・ヨーゼフの養育も引き受けた。クリスティアン4世は狩猟中の事故で亡くなったとされているが、ヨハン・クリスティアン・フォン・マンリッヒは回想録の中で肺炎の症状について記している。

## 統治
クリスティアン4世は、絶対主義的統治者として振る舞った甥で後継者であるカール2世アウグストとは対照的に、今でも良き公爵としてツヴァイブリュッケンの人々にみなされている。西プファルツ地域では、通り（ツヴァイブリュッケン）、公共広場（ホンブルク＝イェーガースブルク）および学校（ヘルシュヴァイラー＝ペッタースハイム）にクリスティアン4世の名前が付けられている。しかし一方で、クリスティアンは莫大な借金の山をつくった。これは、特に錬金術の実験を好んだことと自身の磁器工場につぎ込んだことに起因すると考えられている。
ツヴァイブリュッケンにおいては、富くじで得た利益を用いて、クリスティアン・ルートヴィヒ・ハウトの計画をもとに現在ヘルツォーク広場として知られている場所にヘルツォークフォアシュタットを建設した。現在、この建物には主に行政機関などが入っている。
さらにクリスティアンは美術工芸品のパトロンの役割を果たし、主にフランスの巨匠による絵画のために素晴らしい美術館を築いた。フランス宮廷との友好関係を通じて、クリスティアンはイェーガースブルクの新しい狩猟館のために有名なフランスの建築家に依頼した。画家ヨハン・クリスチャン・フォン・マンリッヒは、その後クリスティアン4世の支援により制作活動を行った。画家で劇作家のフリードリヒ・ミュラーもツヴァイブリュッケンの宮廷で学んだ。また、ヨハン・ルートヴィヒ・ペトリが造った素晴らしい庭園もあった。
クリスティアン4世は政治的にもフランスと緊密に協力した。外国人連隊ロイヤル・デュ＝ポンを育て、息子のクリスティアン・フォン・フォルバッハの指揮の下、アメリカ独立戦争においてヨークタウンの戦いに参加した。
1755年にツヴァイブリュッケンに現在の州立飼育場を創設し、1773年に繁殖によりグランリント種（牛の品種）が確立された。
ジャムとコンデンスミルクの発明者であるニコラ・アペールは、1772年から1775年までクリスティアン4世に仕えた。

## 子女

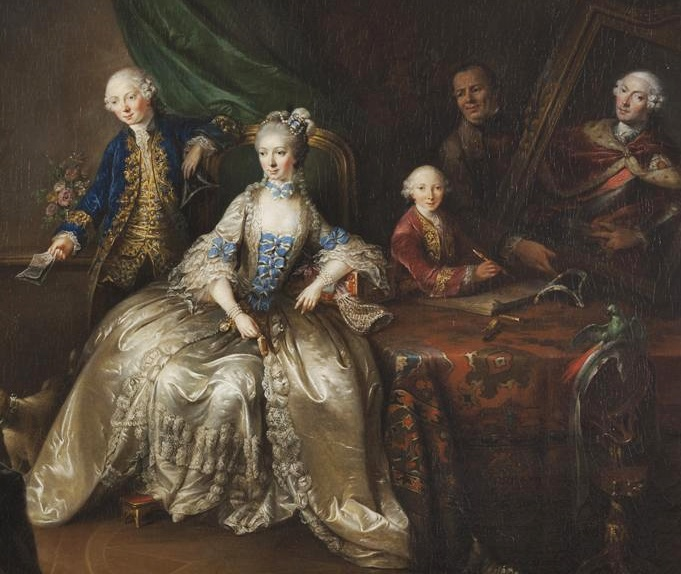
妃マリアンネ・カマッセと息子クリスティアン（左）およびヴィルヘルム（右）。右端の肖像画はクリスティアン4世（ヨハン・クリスチャン・フォン・マンリッヒ画、1764年）。

1751年にクリスティアン4世は、前年にマンハイム劇場で知り合った、16歳のダンサーで後にフォルバッハ伯爵夫人となるフランス人女性マリアンネ・カマッセ（1734年 - 1807年）と貴賤結婚をした。この結婚の有効性が明らかでなかったため、1757年9月3日に再び結婚した。この結婚で生まれた子女はツヴァイブリュッケン男爵または男爵夫人とされた。
- クリスティアン（1752年11月20日 - 1817年10月25日） - アデライード＝フランソワーズ・ド・ベテューヌ＝ポローニュ（1761年 - 1823年）と結婚
- フィリップ（後にヴィルヘルムと改名、1754年 - 1807年） - アデライード・ド・ポラストロン（1760年 - 1795年）と結婚
- マリア・アンナ・カロリーネ（1755年 - 1806年） - ツヴァイブリュッケン男爵夫人
- カール・ルートヴィヒ（1759年 - 1763年）
- エリザベート・アウグステ・フリーデリケ（1766年2月6日 - 1836年） - ツヴァイブリュッケン男爵夫人
- ユリウス・アウグスト・マクシミリアン（1771年 - 1773年）